# Englancourt
Englancourt är en kommun i departementet Aisne i regionen Hauts-de-France i norra Frankrike. Kommunen ligger  i kantonen La Capelle som ligger i arrondissementet Vervins. År 2022 hade Englancourt 120 invånare.

## Befolkningsutveckling
Antalet invånare i kommunen Englancourt
Referens: INSEE